# Luka Ploče
Luka Ploče (en français : port de Ploče) est une entreprise croate fondée en 1952, et faisant partie du CROBEX, le principal indice boursier de la bourse de Zagreb. L'entreprise gère les infrastructures portuaires de la ville de Ploče, située au sud du pays.